# Alosno

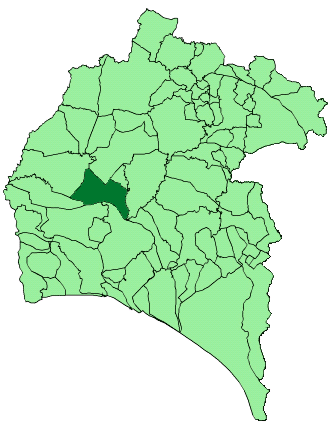
Localização de Alosno

Alosno é um município da Espanha na província de Huelva, comunidade autónoma da Andaluzia, de área 193 km² com população de 4409 habitantes (2007) e densidade populacional de 22,84 hab./km².

## Demografia
| Variação demográfica do município entre 1991 e 2004 | Variação demográfica do município entre 1991 e 2004 | Variação demográfica do município entre 1991 e 2004 | Variação demográfica do município entre 1991 e 2004 |
| --------------------------------------------------- | --------------------------------------------------- | --------------------------------------------------- | --------------------------------------------------- |
| 1991                                                | 1996                                                | 2001                                                | 2004                                                |
| 4777                                                | 5054                                                | 4562                                                | 4419                                                |